# Израильско-ливийские отношения
Израильско-ливийские отношения — двусторонние международные исторические и настоящие дипломатические, экономические, торговые, военные и культурные отношения между Ливией и Израилем.
С момента обретения Ливией независимости, между двумя странами отношения почти всегда были напряжёнными и даже враждебными. Дипломатические отношения между Ливией и Израилем никогда не устанавливались. Ливия не признает независимость Израиля.

## История
Перед тем как Ливия обрела независимость в 1951 году, была проведена масштабная кампания по переселению ливийских евреев в Израиль. Представители Израиля прибыли в Триполи и помогали ливийским евреям в совершении алии. Израильские активисты получили разрешение лидеров будущего государства с условием, что они действуют как представители Еврейского агентства (Сохнут), а не как представители израильского правительства. Но после того, как независимость Ливии была провозглашена, правительство закрыло министерство иммиграции, выдворило из страны активистов и запретило израильским кораблям заходить в ливийские порты. При голосовании в ООН в 1951 году Ливия была принята в эту организацию в том числе и благодаря отданному за это решение Израилем. Однако, несколькими годами позже Ливия вступила в Лигу арабских государств и присоединилась к арабскому бойкоту Израиля и стала одной из главных стран, голосующих в международных организациях против Израиля. Во время Шестидневной войны Франция наложила эмбарго на Израиль и отменила поставку 50 самолетов «Мираж-5», разработанных в сотрудничестве с Израилем. Эти самолёты Франция поставила Ливии.
В феврале 1973 года ВВС Израиля сбили ливийский пассажирский самолёт. Перехват произошёл после того, как самолёт вошёл в воздушное пространство Израиля над северным Синаем (в то время территория Израиля). В результате катастрофы погибли 108 человек: пассажиры и члены экипажа.
Во время Войны судного дня ливийский лидер Муаммар Каддафи отправил большой экспедиционный корпус в Египет для помощи ему в борьбе с Израилем. Корпус включал в себя вооружённые формирования, артиллерию, два эскадрона самолётов «Мираж-5», которые приняли активное участие в боях на южном фронте. Когда Каддафи узнал, что иорданский король Хусейн отверг требование арабских лидеров вступить в войну и атаковать Израиль с востока, он начал проклинать его и призвал иорданцев восстать и сражаться самим. В 2021 году Израиль рассекретил данные разведки, согласно которым Каддафи отговаривал египетское правительство от нападения на Израиль, так как полагал, что еврейское государство нужно уничтожить в одночасье, а коалиция арабских армий в то время на это способна не была.
В 1977 году Каддафи сильно атаковал Египет, который в то время начал вести переговоры с Израилем о возможном заключении мирного договора. Каддафи увидел в этом нарушение Египтом Хартумской резолюции. На фоне развивающихся отношений Египта с Израилем, Ливия начала период враждебности для подрыва египетского режима, который вылился в войну между Египтом и Ливией.
В 1993 году Каддафи отменил бойкот Израиля и, рассорившись с властями Саудовской Аравии, отправил в мае этого года религиозных паломников посетить мечеть Аль-Акса в Иерусалиме, вместо традиционного хаджа в Мекку.
Перед своим свержением Муаммар Каддафи, по сообщениям СМИ, просил помощи у израильского руководства для того, чтобы остаться у власти.
В 2004 году СМИ сообщали о возможных секретных переговорах между двумя странами по установлению дип. отношений, который проводил член израильского парламента Эфраим Снэ и Саиф аль-Ислам Каддафи, сын Муаммара Каддафи, однако другие СМИ сообщали о том, что ливийские власти это отрицают.
Израильский министр Аюб Кара имел неформальные отношения с режимом Каддафи, используя в качестве посредника Австрийскую партию свободы. Во время переговоров Саиф аль-Ислам Каддафи пообещал оказать помощь в освобождении Гилада Шалита из плена ХАМАСа, подписать мирный договор с Израилем и лично посетить Израиль в обмен на лоббирование Израилем прекращения авиаударов НАТО по Ливии. Однако, переговоры закончились когда повстанцы взяли Триполи под свой контроль.
Ахмад Шбани из Демократической партии Ливии заявил 23 августа, что ливийская оппозиция хотела бы заручиться поддержкой международного сообщества, включая Израиль, несмотря на то, что у еврейского государства нет дипломатических отношений с Ливией. На вопрос, может ли демократическое избранное ливийское правительство признать Израиль, Шабани ответил: «Вопрос в том, признает ли Израиль нас». Он заявил, что его партия поддерживает принцип двух государств для двух народов. ДПЛ не является официальным органом в NTC, но поддерживает переходную роль совета.
16 сентября 2011 года Израиль голосовал на Генассамблее ООН за аккредитацию Национального переходного совета (НПС) как законного представителя Ливии.
После гибели Каддафи, вновь заговорили о налаживании связей между двумя странами и установлении дип. отношений.
В ноябре 2023 года парламент Ливии единогласно проголосовал за добавление новых положений в закон 1957 года, устанавливающий уголовную ответственность за «отношения с Израилем».

## Военное сотрудничество
В июле 2017 года алжирская газета «Аль-Джезаирия аль-Ахбар» сообщила о том, что командующий Национальной армией Ливии фельдмаршал Халифа Хафтар получил от Израиля при посредничестве ОАЭ важную разведывательную информацию и две партии вооружений (противотанковые ракеты, приборы ночного видения и проч.). После этого власти Алжира направили Хафтару письмо с требованием воздержаться от сотрудничества с еврейским государством.

## Вопросы нормализации отношений
После заключения ряда соглашений и договоров о нормализации отношений между Израилем и некоторыми арабскими странами в 2020-х гг. (ОАЭ, Бахрейн, Судан, Марокко), в конце августа 2023 года была опубликована информация о прошедшей встрече глав МИД Израиля (Эли Коэн) и Ливии (Наджла Мангуш). Встреча состоялась в Риме при посредничестве МИД Италии. Министры обсуждали сотрудничество в гуманитарной и сельскохозяйственной сферах, а также вопросы охраны еврейского культурного наследия в Ливии. Как только информация о встрече просочилась в прессу, в Ливии начались протесты — на их фоне глава ливийского кабинета Абдель Хамид Мухаммед ад-Дбейба уволил Мангуш с занимаемой должности. В этот же день она покинула страну и вылетела в Турцию, а затем в Лондон, на родине против неё было начато расследование. Израильский министр Эли Коэн подвергся резкой критике за публикацию данных о встрече: по мнению американский и израильских политиков, а также сотрудников спецслужбы «Моссад» он «пожертвовал перспективой нормализации отношений с Ливией ради личного пиара» и поставил под угрозу человеческие жизни. Премьер Биньямин Нетаньяху издал особое распоряжение, обязывающее уведомлять кабинет министров и премьера в случае любых предстоящих «тайных встреч» подобного типа. Администрация президента США была «в бешенстве» узнав об утечке информации о произошедшей встречи. Источник заявил, что эта утечка «уничтожила возможность нормализации отношений между Ливией и Израилем, одновременно затруднив расширение соглашений Авраама на другие исламские страны».